# ガザ市から避難するパレスチナ人に対する攻撃
2023年10月以降、2023年パレスチナ・イスラエル戦争中、ガザ市北部から避難しようとするパレスチナ人が何度も攻撃された。10月13日には、イスラエルからの避難指示の後に空爆が行われ、ガザ北部から100万人以上の住民に南部への避難が促された。この空爆により、70人が死亡、そのほとんどが女性と子どもで、200人が負傷した。

## 背景
ガザ市を支配するハマースがイスラエルへの攻撃を開始したことで、両者間の緊張はエスカレートした。イスラエルは報復として、ガザに対する一連の空爆を実施した。イスラエル国防軍（IDF）は北部地域の住民に対し、特定の期限までに避難するよう警告を発した。しかし、国連は、この避難命令が多数の人々に影響を及ぼすことから現実的でなく、安全に避難を行うのも不可能であるとみなした。

## 攻撃

### ミサイル攻撃

#### 10月13日
10月13日、イスラエルは北ガザ県の全住民に南部へ避難するよう命じ、100万人以上が避難を余儀なくされた。この避難指示の後、ガザに南部へ移動する避難民の車列に対して攻撃が行われ、70人が殺害された。南部での空爆が続く一方で、パレスチナ人はガザ北部からの避難を開始した。ハマース当局の報告によると、これらの攻撃により、主に女性や子どもの命が失われたという。また、ハマースの広報によると、これらの空爆は、ガザ市から出る車両に対して行われたとのことである。また、車列は、3つの地点で攻撃されたとされている。
攻撃の正確な詳細については論争があるが、多くの情報源はイスラエルのミサイル攻撃によるものだとしている。『フィナンシャル・タイムズ』紙は、空爆のビデオ映像を分析したところ、「イスラエルによる攻撃以外は、考えられない」と報じた。イギリス陸軍少佐で軍事専門家のクリス・コブ＝スミスは、映像に映っていた爆発の原因はミサイルである可能性が最も高いと述べた。もう一人の軍事専門家、デズモンド・トラバースは、他の可能性を否定はしなかったものの、イスラエルによる攻撃が最も信憑性の高い理由であると考えている。
BBCを含む他の情報源は、犯人についての詳細は省いてこの出来事を報じており、いくつかの情報源は、撮影された資料に空爆の痕跡がないことを指摘し、道路脇での爆撃を示唆した。イスラエルは、ハマースがパレスチナ人の避難を妨げているのは、パレスチナ人を「人間の盾」にするためだと直接非難した。

#### 11月3日
11月3日、ガザ北部から避難しようとしていた14人がイスラエル軍の砲撃で死亡した。11月11日、国連は、サラ・アル・ディン通りの避難用通路で複数の爆発が発生し、死傷者が出ていると発表した。

### 銃撃攻撃

#### 10月26日
10月26日、イスラエル国防軍は、ハマースがガザ北部から避難しようとする人々を銃撃していると語るガザ地区内の男性の音声記録を公開した。

#### 11月7日
ガザ市民からの報告によれば、市民はイスラエル軍の戦車とすれ違う際に白旗を振っていたが、イスラエル兵がところかまわず発砲してきたほか、道路沿いでは死体も見受けられたとのこと。イスラエル国防軍によると、民間人のための一時避難用道路を開通させようとしたとき、部隊はハマースから銃撃を受けたという。

#### 2024年1月13日
2024年1月13日、パレスチナ人の祖母が、孫の手を握り、白旗を振りながら、安全と宣言された避難路を歩いているところをイスラエル軍の狙撃兵に撃たれた。

### 戦車による攻撃
10月27日、イスラエルはガザ地区への地上侵攻を開始し、戦車がガザ市周辺に侵入、包囲した。10月30日、ガザ市内からネツァリム回廊を用いて避難していた住民が戦車の砲撃を受け、逃げようとした際も車両に発砲されたという。攻撃を映した映像では、避難民が乗る車両が破壊されているように見えた。攻撃により3人の死者が出た。
2024年2月22日、ガザ市から脱出しようとした家族が、白旗を振っていたにもかかわらず、イスラエル軍の戦車砲撃を受けた。

## 反応
パレスチナの公式通信社『ワファ』は、10月13日の攻撃を「新たな虐殺」と表現した。医療団体のパレスチナ赤新月社はこう述べた： 私たちはガザから撤退していませんし、撤退するつもりもありません。私たちの医療従事者は人道的任務を遂行します。私たちは、人々が死に直面するのを放ってはおきません